# 琴浦町立東伯中学校
琴浦町立東伯中学校（ことうらちょうりつ とうはくちゅうがっこう）は、鳥取県東伯郡琴浦町にある公立中学校。

## 概要
校区は、浦安小学校、聖郷小学校、八橋小学校の通学区域となっている。

## 沿革
- 1951年（昭和26年）4月1日 - 八橋中学校・浦安中学校の統合により八橋町浦安町組合立東伯中学校が発足。
  - 8月 - 浦安駅北側の大字徳万地区に新校舎完成・移転。
- 1954年（昭和29年）2月1日 - 町村合併により、東伯町立東伯中学校と改称。
- 1964年（昭和39年）3月31日 - 聖郷中学校との統合により閉校。
- 1964年（昭和39年）4月1日 - 東伯中学校、聖郷中学校を名目統合し、新・東伯中学校が発足。
- 1966年（昭和41年）4月1日 - 浦安駅南側の新校地において新校舎完成により実質統合。
- 2004年（平成16年）9月1日 - 東伯町・赤碕町の合併により琴浦町発足に伴い、琴浦町立東伯中学校に改称。
- 2014年（平成26年）10月18日 - 東伯中学校創立50周年記念式典が挙行される[2]。

## 部活動

### 運動部
- 野球部
- 女子バレーボール部
- 男子バスケットボール部
- 女子バスケットボール部
- サッカー部
- 男子ソフトテニス部
- 男子卓球部
- 女子卓球部
- 女子バドミントン部
- ソフトボール部
- 剣道部
- 相撲部
- 陸上部

### 文化部
- 吹奏楽部
- 美術部

## 交通アクセス
- 琴浦町営バス「中学校前」より徒歩約3分。
- 西日本旅客鉄道（JR西日本）「山陰本線」 浦安駅より徒歩約10分。